# Moddervissen
Moddervissen (Phractolaemidae) zijn een familie van straalvinnige vissen uit de orde van zandvisachtigen (Gonorhynchiformes).

## Geslacht
- Phractolaemus ansorgii Boulenger, 1901